# (464009) 2014 WL93
(464009) 2014 WL93 es un asteroide perteneciente al cinturón de asteroides, descubierto el 17 de diciembre de 2009 por el equipo Spacewatch desde el Observatorio Nacional de Kitt Peak (Arizona, Estados Unidos).